# Понкратов, Андрей Борисович
Андре́й Бори́сович Понкра́тов (род. 22 октября 1969, Битца) — российский журналист, ведущий телепрограмм «Вокруг света», «Человек мира с Андреем Понкратовым», «Рекорды моей планеты», «А дома лучше».

## Биография
Учился в солнцевской школе № 6 (ныне московская № 1003). Занимался самбо — занял третье место на чемпионате Москвы. В учебно-производственном комбинате получил специальность тракториста дорожно-строительных машин. После школы некоторое время работал слесарем на заводе. Проходил службу в вооружённых силах СССР. Демобилизовавшись, поступил на международное отделение факультета журналистики МГУ, где обучался с 1990 по 1995 год. Ещё будучи студентом, попал в команду Дмитрия Захарова, позже был занят в проектах «Стильно» и «Стильные штучки» на ТВ-6, затем на СТС. Известность получил благодаря работе ведущего в передаче «Вокруг света». С 2009 года — автор и ведущий программ телеканала «Моя планета». Понкратов женат, есть дочь.